# (2860) Pasacentennium
(2860) Pasacentennium (1978 TA) – planetoida z pasa głównego asteroid okrążająca Słońce w ciągu 3,56 lat w średniej odległości 2,33 j.a. Odkryta 8 października 1978 roku.